# Johann Jacob Schickler

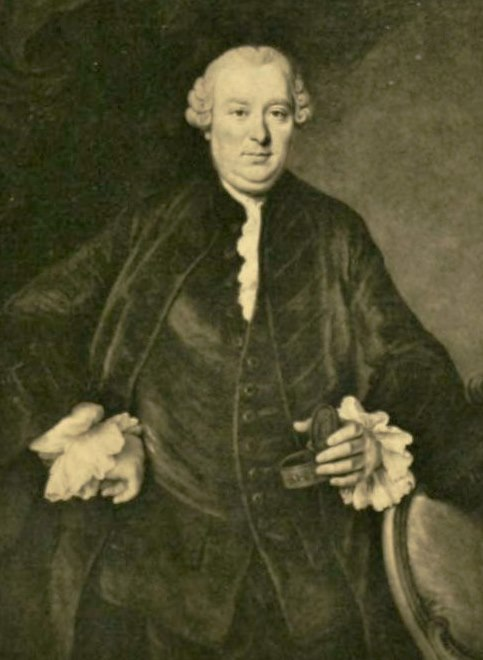
Johann Jacob Schickler, Gemälde von Joachim Martin Falbe 1762

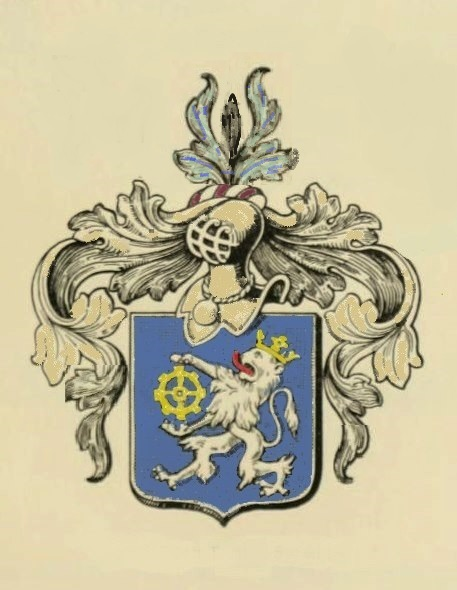
Wappen Familie Schickler

Johann Jacob Schickler (* 15. Juni 1711 in Mülhausen, Elsass; † 28. Februar 1775 in Berlin) war Großkaufmann und Unternehmer in Preußen und Begründer der Schickler-Dynastie im Berliner Handelshaus Splitgerber & Daum.

## Herkunft und Neuanfang in Berlin
Schickler stammte aus einer Baseler Familie von Kirchenmännern und Lehrern. Sein Vater war der Schulmeister Johann Jacob Schickler (1685–1730), der in Mülhausen sesshaft geworden war und Elisabeth Pfaff geheiratet hatte.
1745 fand der 34-jährige Schickler – vermutlich auf Grund einer Empfehlung – großzügige Aufnahme bei David Splitgerber, der ihm das ungewöhnlich hohe Anfangsgehalt von 500 Talern (jährlich) zahlte. Splitgerbers Partner Gottfried Adolph Daum war zwei Jahre zuvor gestorben und Splitgerber führte das Handelshaus – auch im Namen der Daumschen Erbengemeinschaft – seitdem allein. 1748 stellte der inzwischen selbst bereits 65 Jahre alte Splitgerber als weitere Nachwuchskraft den 19-jährigen Friedrich Heinrich Berendes ein, der sich allerdings mit einem Anfangsgehalt von 50 Talern begnügen musste.
Nach ersten Jahren der Bewährung ernannte Splitgerber Schickler 1749 zum Direktor der neu gegründeten Zuckerraffinerie in Berlin  mit vertraglich vereinbarter Gewinnbeteiligung von einem Drittel. 1759 erhielt Berendes einen ähnlichen Vertrag, der ihn rechtlich und finanziell mit Schickler gleichstellte. Mit diesen Regelungen schuf Splitgerber die wirtschaftlichen Grundlagen für zwei Ehen, die er zwischen den beiden Männern und seinen Töchtern stiftete. Damit sicherte er auch den Fortbestand des Handelshauses für die Familie, denn sein einziger Sohn schien bereits in jungen Jahren eine Abneigung gegen die Ernsthaftigkeit des väterlichen Kaufmannsberufes gezeigt zu haben. David Splitgerber jun. wurde später Jägermeister des Prinzen Ferdinand von Preußen, dem Bruder des Königs.

## Wechselvolle Jahre 1745–1764
Zur ersten Zuckerfabrik kamen noch zwei weitere in Berlin und eine vierte in Bromberg hinzu. Mit dem Kauf der Zuckersiederei in Minden bestand dann ein fast flächendeckendes Monopol für die preußischen Lande, das Friedrich II. durch ein Importverbot für fremden Zucker schützte.
Splitgerber und Schickler wurden aber auch vom König in die Bemühungen zur Steigerung des Außenhandels eingebunden. An einem Freihandelsabkommen mit Frankreich 1753 und an der Gründung von überseeischen Handelsgesellschaften waren sie auf nachdrücklichen Wunsch Friedrichs II. beteiligt. Schickler sicherte dem Handelshaus zwar je etwa 10 % des Gründungskapitals der Ostasiatischen Handelskompagnie und der Preußisch-Bengalischen Compagnie, doch war nach dem Auslaufen der Schiffe kein weiterer Einfluss auf den Gang der Dinge möglich. Weder die großen Gewinne aus dem Handel mit Ostasien/China noch die weit größeren Verluste der bengalischen Unternehmung konnten von Berlin aus beeinflusst werden. Das Fehlen einer preußischen Flotte, die Begleitschutz hätte bieten können, und der Boykott durch die etablierte Seehandelsmacht England sorgten für eine insgesamt negative Bilanz. Schließlich unterbanden die Franzosen den preußischen Überseehandel, als sie den Heimathafen Emden gleich zu Beginn des Siebenjährigen Krieges besetzten.

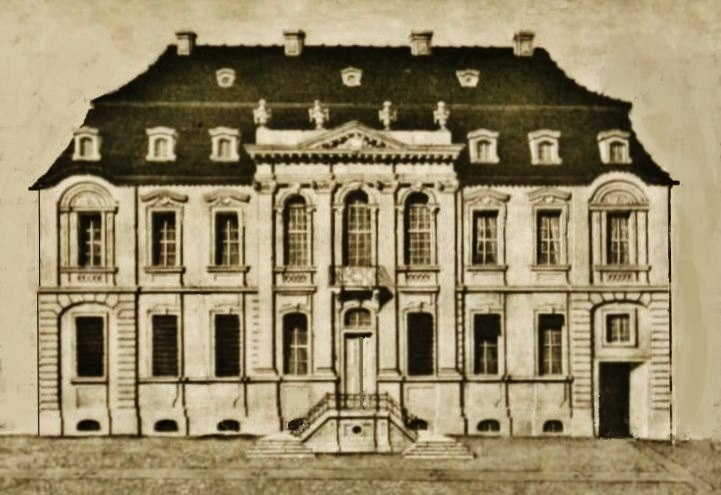
Schicklersches Haus in Berlin, Leipziger Str. 57 (Dönhoffplatz)

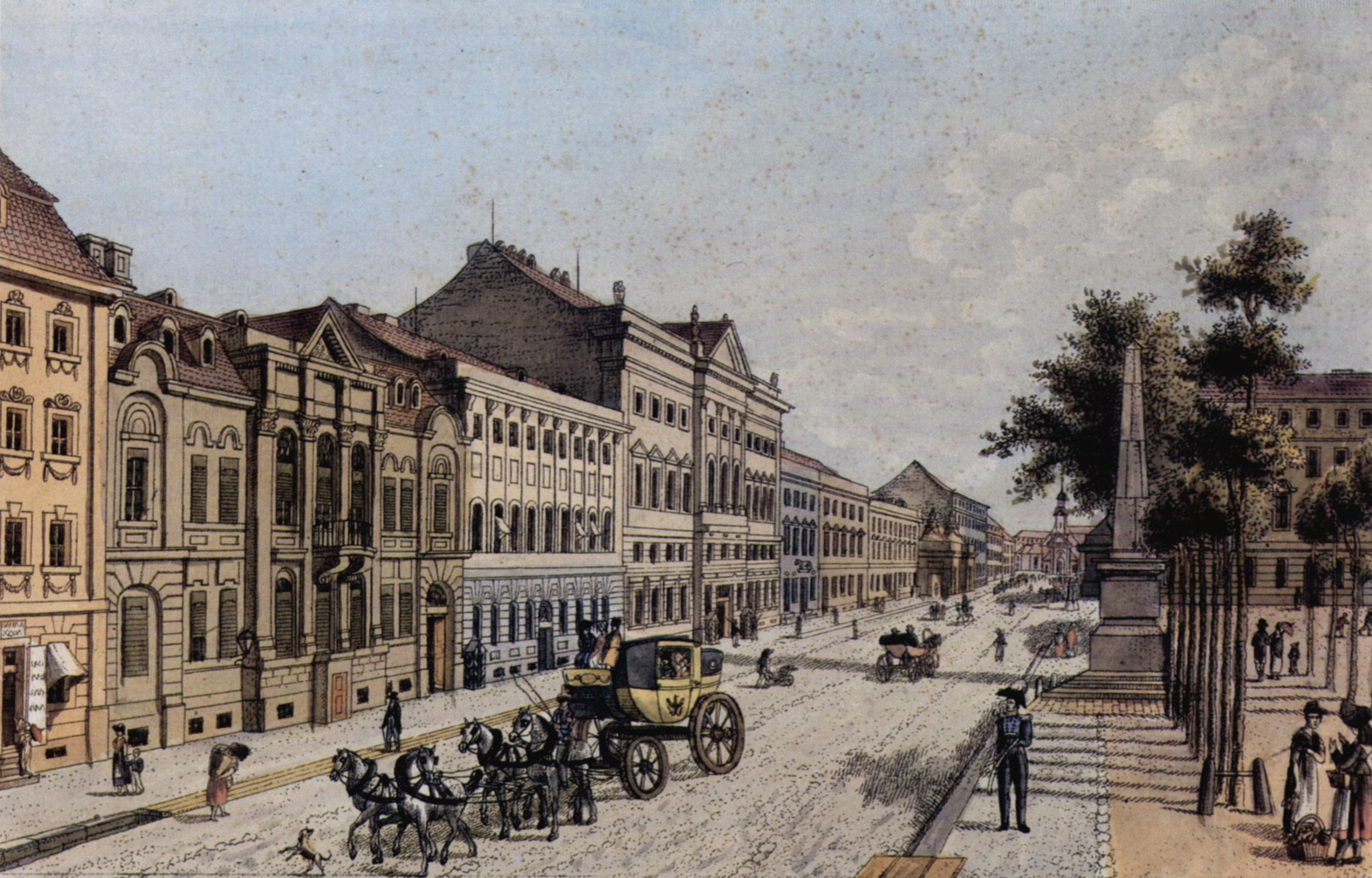
Schicklersches Haus in der Leipziger Straße um 1840 (das dunklere Haus auf der linken Straßenseite, rechts Dönhoffplatz). Lithografie von Friedrich August Schmidt (1796–1866), nach einer Zeichnung von Friedrich August Calau. Original im Stadtmuseum Berlin

Die finanzielle Anspannung des Handelshauses hatte sich in dieser Zeit bis zur drohenden Insolvenz verschärft, ausgelöst durch die europäische Finanzkrise 1755, die als Folge des Erdbebens von Lissabon entstanden war. Portugiesische Kaufleute, die große Umsätze mit Kolonialwaren abwickelten, gerieten in Konkurs oder in Zahlungsschwierigkeiten, was die Handelspartner in ganz Europa in Mitleidenschaft zog. Splitgerber sah sich gezwungen, bei Friedrich II. 1756 um ein Überbrückungs-Darlehen von 100.000 Talern nachzusuchen. Bewilligt wurden 80.000 Taler.
Ausgleich für die Verluste im Übersee- und Kolonialwarenhandel brachten den Unternehmern die steigenden Umsätze beim Zucker und die im Zusammenhang mit dem Siebenjährigen Krieg gestiegenen Waffenverkäufe aus der gepachteten Königlichen Gewehrfabrik Potsdam-Spandau. Diese war aber auch – wie andere Produktionsstätten – Ziel von Plünderungen und Zerstörungen durch feindliche Truppen. Der Hochofen in Zehdenick, in dem die Kanonenkugeln gegossen wurden, war anderthalb Jahre außer Betrieb.
Schließlich musste sich das Handelshaus 1757 und 1760 mit einem Beitrag von insgesamt 200.000 Talern an den Kontributionen von 1,7 Millionen Talern beteiligen, die die Berliner Kaufmannschaft an Russen und Österreicher zu zahlen hatte, und die erst Jahre später vom König rückvergütet wurden. Zudem behinderte der König ab 1761 das Speditionsgeschäft des Handelshauses, indem er alle 19 Flusskähne beschlagnahmen ließ, um kriegswichtige Transporte durchführen zu können.
Die von Splitgerber und seinen Schwiegersöhnen eingeleiteten Bemühungen zur Expansion im zivilen Handelsgeschäft führten zur Erweiterung im selbstbestimmten Außenhandel und zum Aufbau einer eigenen Hochseeflotte. In den Jahren 1745 bis 1764 besaß das Handelshaus im Allein- und Teileigentum fünfzehn Schiffe, bei denen allerdings auch Verluste zu beklagen waren. Sieben Schiffe gingen durch Kaper und Unglücke verloren.
Daneben gewannen die Geldgeschäfte weiter steigende Bedeutung. Die an allen wichtigen europäischen Bankplätzen tätigen Agenten des Handelshauses ermöglichten einen schnellen und reibungslosen Zahlungsverkehr. Auch für den Hof wurden mehrfach Zahlungen quer durch Europa angewiesen.

## Tod Splitgerbers
Eine Zäsur trat mit Splitgerbers Tod 1764 ein. Nach dem Testament wurde ein Dreier-Direktorium gebildet, dem neben den beiden Schwiegersöhnen – Schickler und Berendes – der Neffe Splitgerbers, David Friedrich Splitgerber, angehörte. Außer der Geschäftsführung oblag ihnen die Verwaltung des im Handelshaus steckenden Vermögens für die unmündigen Erben.

## Aktivitäten außerhalb des Handelshauses
Schickler hatte bereits 1756 privat das Gebäude der ehemaligen Berliner Niederlassung der Königlichen Spiegelmanufaktur in Neustadt/Dosse mit der Adresse Friedrich Werder am Wasser (späterer Name Unterwasserstraße) gekauft und instand setzen lassen. Später wurde dieses Haus wieder zur Zweigstelle der Spiegelmanufaktur, als Schickler und sein Direktoriumskollege Splitgerber die Manufaktur von Samuel Krug von Nidda kauften und unabhängig vom Handelshaus unter der Firma Schickler & Splitgerber auf eigene Rechnung betrieben.

## Tod Schicklers und Nachfolge
Zwei Monate vor seinem Tod konnte Schickler noch das Ausscheiden der Daumschen Erben mit Stichtag 31. Dezember 1779 regeln. Mit dem Tod Schicklers endete die kollegiale Geschäftsführung, da bereits 1771 Berendes gestorben war. Der Neffe des alten Splitgerber führte die Geschäfte des Handelshauses einige Jahre allein, bis die Enkel ihre Volljährigkeit erreicht hatten. Dazu bestätigte ihnen Friedrich II. Gnade und Schutz unter der Bedingung, dass sie „…allen Leichtsinn und Narrheiten ihres Onkels, des Jägermeisters Splitgerber sorgfältigst vermeiden müssten“.

## Spätere Entwicklung
Nach weiterer Vermögensaufteilung unter den Erbengemeinschaften Splitgerber und Berendes und nach Ausscheiden von Erben durch Tod oder Abfindung gelangte das Handelshaus schließlich 1795
vollständig an die Linie der Schicklers. Alleinige Eigentümer waren nun die beiden Söhne Schicklers, die Brüder David Schickler und Johann Ernst Schickler, die das Unternehmen daraufhin unter dem eigenen Namen Gebrüder Schickler fortsetzten, wobei David Schickler die Geschäftsführung zufiel.
Die Bankgeschäfte erlangten immer größere Bedeutung und führten schließlich zur Aufgabe der anderen Unternehmungen. Das Bankhaus (ab 1795 Gebr. Schickler) gehörte zu den führenden Privatbanken und war im Rahmen des Preußenkonsortiums an der Vermittlung fast aller großen preußischen und reichsdeutschen Staatsanleihen beteiligt. Wesentliche wirtschaftliche Impulse gab die Bank durch Eisenbahn- und Industriefinanzierungen. 1910 erfolgte die Fusion zum Bankhaus Delbrück, Schickler & Co.